# Estadio Centroamericano de Mayagüez
El  Estadio Centroamericano de Mayagüez está situado en la ciudad de Mayagüez, Puerto Rico. El estadio "José Antonio Figueroa Freyre" se conoce comúnmente cómo "Centroamericano" debido a que Mayagüez fue sede de los XXI Juegos Centroamericanos y del Caribe en el 2010.

## Eventos

### Partidos internacionales
| Partidos internacionales | Partidos internacionales               | Partidos internacionales | Partidos internacionales | Partidos internacionales | Partidos internacionales |
| Fecha                    | Evento                                 | Local                    | Visitante                | Resultado                | Asistencia               |
| ------------------------ | -------------------------------------- | ------------------------ | ------------------------ | ------------------------ | ------------------------ |
| 30 de agosto de 2018     | Amistoso femenino                      | Puerto Rico              | Argentina                | 0–3                      | 4.622                    |
| 23 de octubre de 2021    | Amistoso femenino                      | Puerto Rico              | Guyana                   | 2–1                      |                          |
| 16 de febrero de 2022    | Clasificatorias a la Copa Mundial 2023 | Puerto Rico              | Antigua y Barbuda        | 4–0                      |                          |